# Olivier Archambeau
Pour les articles homonymes, voir Archambault (homonymie).
Olivier Archambeau (né en 1969) est géographe et professeur à l'Université Paris 8 (« Vincennes à Saint-Denis ») au sein de l'unité de formation et de recherche Territoires, Environnements, Sociétés et membre de l'Unité Mixte de Recherche (UMR 7533) du CNRS, LADYSS « Laboratoire Dynamiques sociales et recomposition des espaces ».

## Biographie
Entre 1990 et 1991, il réalise un tour du monde avec Hervé Archambeau, son frère, et Denis Gittard. Il publie à son retour 600 jours de route - Une aventure géographique, son carnet de bord et soutient sa thèse en géographie en 1997.
En 2001, il publie Une géographie de l'automobile, un livre remarqué,, écrit avec Romain Garcier. Cette étude revisite l'histoire de l'automobile mondiale avec un point de vue de géographe.
Il crée en 2004 un Pôle Image à l'Université Paris 8 et se spécialise dans le montage d'expéditions scientifiques destinées à l'observation et à la collecte de données géographiques sur des espaces et milieux difficiles. En 2005, il lance le programme Inventaire géophotographique des grandes routes de la planète suivi par plusieurs journaux,,, et participe au lancement de l'Université numérique francophone mondiale dont il est aujourd'hui le vice-président.
Il préside depuis 2006 la Société des explorateurs français.
Il est régulièrement invité dans des émissions de radio comme Elément Terre sur RTL, Au cœur de l'histoire sur Europe 1, Planète Terre sur France Culture, ou encore La tête au carré sur France Inter. 
Il a également animé une chronique tous les vendredis de l'été 2013 sur France Inter dans l'émission Le temps d'un bivouac qui traitait de géographie et d'exploration.
En 1996, il participe à l'émission de télévision Opération Okavango, invité par Nicolas Hulot (épisode Le Nil de glace en Ouganda). Plus récemment, toujours sur le thème de l'exploration et de l'aventure, il est invité dans l'émission Les enfants d'Abraham sur Direct 8 où il évoque l'aventure sur terre, sur mer et dans les airs. Il a également été l'un des invités de l'émission Week-end direct sur BFM TV dans laquelle il aborde le réchauffement climatique.
Un film réalisé par Alain Tixier dans le cadre de la série Profession Explorateur et diffusé sur la chaîne  Voyage lui a été entièrement consacré en 2013.

## Publications

### Livres
- 600 jours de route - Une aventure géographique, Olivier et Hervé Archambeau, EGF éditions, 2002,  (ISBN 2-9518124-0-X)
- Une géographie de l'automobile, Olivier Archambeau et Romain Garcier Presses universitaires de France, 2001,  (ISBN 2-1305133-7-9)

### Articles (sélection)
- Ces voyages qui ont changé le monde, Le Point Références, p. 63-65, septembre-octobre 2014.
- Entre marché mondial et stratégies nationales, quelle place pour une industrie automobile en France ?, Hérodote, 154, p. 210-222, 2014.
- L'aventure, pour quoi faire?  - un manifeste pour l'esprit d'aventure, Collectif, Points, p. 137-150, 2013,  (ISBN 2-7578340-0-2).
- L'espace maritime mondial redécoupé, un eldorad'eau pour la France, Revue Hermès (ISCC), CNRS éditions, n° 63, 2012.
- Le rôle structurant de l'industrie automobile dans l'émergence des nouveaux acteurs de la mondialisation, Bulletin de l'Association de Géographes Français (BAGF), n° 88(3), p. 258-278, 2011.
- L'Université numérique francophone mondiale (UNFM) : une expérience pour un enseignement de qualité dans un environnement de pénurie, Hérodote n° 126, p. 169-173, 2007.

## Filmographie (sélection)
- It was the Route 66 (52 minutes), 2011.
- Free coffee for drivers (52 minutes), 2010.
- Sur les bords du Nil, l'eau en partage (48 minutes) avec Habib Ayeb, Maître de conférences à l'Université Paris VIII, 2003.